# کاربوست، لاک هارپورت
کاربوست (به انگلیسی: Carbost) یک روستا در بریتانیا است که در Ross and Cromarty واقع شده‌است.